# 沈勝衣
《沈勝衣》（The Roving Swordsman），是香港麗的電視製作的武俠劇集改編自沈勝衣傳奇，於1979年3月22日首播，每週播放一集，共16集。共八個單元故事包括《銀劍恨》、《十三殺手》、《白蜘蛛》、《相思夫人》、《鬼蕭》、《地獄刺客》、《骷髏殺手》、《無雙譜》

## 主要演員
- 徐少強 飾 沈勝衣
- 馬敏兒 飾 步煙飛
- 張瑪莉飾慕容孤芳

## 單元

### 《銀劍恨》

#### 简介
名震江湖的大俠沈勝衣，為滿足妻子霍秋娥，化身為銀劍殺手孫羽，投入斷金手柳展禽麾下。五年後，孫羽受託殺死高手香祖樓，本打算就此收山，但柳展禽竟委託他去殺沈勝衣。沈方知妻子與柳有染，遂自顯身份。霍秋娥愧疚不已而自殺。沈殺死前來尋仇之人後，與柳展禽决鬥，終於擊殺柳。柳臨死前警告沈：他將一生一世遭到十三殺手的追殺，直至他死去為止。

#### 演員表
- 劉緯民 飾 柳展禽
- 梁淑莊 飾 霍秋娥
- 陳振華 飾 香祖樓
- 洪國華 飾 舒媚
- 羅石青 飾 潘玉
- 朱鐵和 飾 于謙
- 小麒麟 飾 崔群
- 祁祁、林國華、何仁祥、張海耀、李岳榮 飾 五大高手
- 黃仲文 飾 丫環
- 林方賢 飾 呂鏢頭
- 凌禮文 飾 江湖豪傑

### 《十三殺手》

#### 简介
沈勝衣殺死柳展禽，但家毀人亡，而且十三殺手不斷派人襲擊他。為免坐以待斃，沈重踏江湖。途中，沈結識柳展禽表妹，輕功了得的女子步煙飛。
在昔日手下敗將雍劍公子幫助下，沈找到其餘殺手的所在，并殺死多名殺手。當他筋疲力盡之時，雍劍公子突然露面。原來此乃雍劍奪取十三殺手財產的奸計。步煙飛查悉柳展禽和霍秋娥之事後，欲救沈勝衣，但不敵雍劍公子。千鈞一髮之際，方知上當的殺手風林，臨死前發出暗器，雍劍公子應聲倒地。

#### 演員表
- 關偉倫 飾 雍劍公子
- 高雄 飾 高歡
- 尹發 飾 不了
- 潘世鴻 飾 張鳳
- 陳植槐 飾 風林
- 金山 飾 常三風
- 蔡水清 飾 曹金虎
- 林滿華 飾 放天龍
- 凌文海 飾 殷開山
- 譚一清 飾 溫八
- 吳桐 飾 蝙蝠
- 楊澤霖 飾 無腸君
- 林國雄 飾 無腸公子
- 凌禮文 飾 藥店老闆
- 區嶽 飾 藥店伙記
- 官雁伶 飾 殷妻
- 蕭山仁 飾 福臨

### 《白蜘蛛》

#### 简介
沈勝衣路經應天府，在巡撫蕭放之妹蕭玲處得知，應天府有一個名叫“白蜘蛛”的大盜，已連殺60余個高手。名捕韋七奉命追緝未果。
步煙飛見沈和玲出雙入對，心有不滿，遂故意在客棧提起“白蜘蛛”之事，隨即被“白蜘蛛”擄走。唐門暗器高手唐彪告知沈勝衣，“白蜘蛛”所使用的“銷魂蝕骨散”，可能從其弟唐豹處獲得。不料，唐豹已死去三年，唐彪很快也被殺害。
沈勝衣查明捕快傅威是“白蜘蛛”的幫兇，捉住傅威後使計令“白蜘蛛”現身。韋七突然放出“銷魂蝕骨散”，自認是“白蜘蛛”。所幸沈勝衣已服下解藥。韋不敵沈，憤而自殺。沈救下步煙飛，但步卻匆匆而去。心系沈勝衣的蕭玲，只能看著沈離開的背影。

#### 演員表
- 梁天 飾 周士心
- 陳陀杰 飾 孟天紀
- 劉志榮 飾 韋七
- 馬宗德 飾 傅威
- 羅惠琪 飾 荷花
- 李天鷹 飾 林一飛
- 文千歲 飾 蕭放（亦於《相思夫人》單元登場）
- 陳毓娟 飾 蕭玲（亦於《相思夫人》單元登場）
- 司馬華龍 飾 唐彪
- 南鳳 飾 小鳳仙
- 丁冬 飾 侯昆
- 楊和 飾 西城老杜

### 《相思夫人》

#### 简介
蕭玲仍癡戀沈勝衣，執意追隨他而去。突然，殺手費無忌前來暗殺，誤殺了蕭玲，沈因此激怒了蕭放和七王爺，遭到追殺。途中得相思夫人手下相助，并應邀到相思深處。
相思夫人委託沈刺殺“多情劍客”常護花。沈假冒費無忌前往，卻發現常護花喬裝潛入相思深處。相思夫人終發覺自己仍深愛常，重投其懷抱。夫人手下嫉妒不已，遂趁不備殺死了夫人。常護花擊斃眾人後，請求與沈決戰，死在沈的劍下。

#### 演員表
- 凌文海 飾 費無忌
- 陳維英 飾 莫愁
- 劉江 飾 常護花
- 高雄 飾 王冬
- 唐龍 飾 千臂靈官
- 阮惠熊、林國雄 飾 百變生
- 麥天恩 飾 金獅
- 盈盈 飾 相思夫人
- 熊德誠 飾 七王爺

### 《鬼蕭》

#### 简介
兩年前，耿標頭之女耿香蓮意外與銀鵬發生關係。兩年後，香蓮和八家集林家公子林天方準備成親，但銀鵬突然前來阻止，同時死對頭鬼簫亦赴林家報仇。
沈勝衣和步煙飛到林家祝賀，卻目睹耿標頭、林天方、耿香蓮先後死去。經沈追查下，才知原來林天方從銀鵬處得知香蓮曾失身的事實，為保住林家聲譽，在殺死鬼簫後，于新婚之夜殺人滅口，然後自殺，佈置成被鬼簫殺害的假象。
沈、步離開林家後，與銀鵬相遇，兩人合力將銀鵬擊斃。

#### 演員表
- 卡迪遜 飾 林天方
- 林巧兒 飾 耿香蓮
- 唐龍 飾 鬼蕭
- 顧冠忠 飾 銀鵬
- 鮑漢琳 飾 耿亮
- 李月清 飾 林夫人
- 陳詠嫻 飾 林可兒
- 張海耀 飾 王少虎
- 高雄 飾 紅狐
- 王佐治 飾 藍豹
- 司馬華龍 飾 叔父
- 劉志豪 飾 小鏢師
- 區嶽、陳佗杰 飾 店小二

### 《地獄刺客》

#### 简介
地獄刺客首領柳風清受司馬長樂委託，刺殺捕頭龍飛之女胭脂。龍飛向沈勝衣求助。沈與柳風清、武三娘一同保護胭脂。
一路上，柳風清與胭脂漸生情愫，不忍下手。一場混戰後，柳突然出手，被沈勝衣制止。决鬥中，柳被沈刺中咽喉，但沒有死去。經沈的勸解，柳放下誓言，和胭脂終成眷屬。

#### 演員表
- 鄭雷 飾 龍飛
- 鍾偉強 飾 柳風清
- 陳婉薇 飾 胭脂
- 馮真 飾 武三娘
- 劉國誠 飾 公孫夏
- 金山 飾 司馬長樂
- 李天鷹 飾 薛長生
- 麥子雲 飾 薛允
- 鄭君寧 飾 女孩
- 伍淑霞 飾 大嬸
- 盧雨岐 飾 家僕
- 陳鵬飛 飾 船伕
- 凌禮文、張海耀、黃子敬 飾 白衣人

### 《骷髏殺手》

#### 简介
著名劍客赤燕霞殺死無情道人兩名惡徒，然後將屍體交給女婿郭藥，意圖提煉長生不老之藥。赤燕霞之女赤仙娃，突然在棺材前中毒針而死。眾人懷疑郭藥的長生不老之藥發揮作用，使屍體化身骷髏殺手報復。
沈勝衣經過查探，發現殺死仙娃的既不是骷髏殺手，也不是無情道人，而是郭藥。郭藥為報復妻子私通朱庭玉，用棺材毒針將她殺死。然後串通知道內情的大盜烏鴉，偽裝骷髏殺手作怪。烏鴉後殺死郭藥，獨吞黃金。沈勝衣經過苦戰，擊殺烏鴉，但自己也身受重傷，此時他心愛的步煙飛竟提劍相向……

#### 演員表
- 文雪兒 飾 赤仙娃
- 吳桐 飾 赤燕霞
- 顧冠忠 飾 郭藥
- 葉天行 飾 烏鴉
- 楊澤霖 飾 無情道人
- 馮峰 飾 赤福
- 林方賢 飾 官差
- 林國雄 飾 方信
- 林蔚然 飾 小香
- 梁少狄 飾 無憂子
- 劉志豪 飾 無恨子
- 林錦堂 飾 朱庭玉

### 《無雙譜》

#### 简介
江湖上的“紅梅盜”愛盜取舉世無雙的珍寶，使官家束手無策。駙馬白玉樓與沈勝衣到江南遊玩，竟收到“紅梅帖”，貼上所寫之物竟是白玉樓之女白冰。
同時，大理王儲被殺手獨孤雁所殺。為躲避大理國師風入松追殺，獨孤雁向慕容孤芳求助，并易容為侍從方重生。慕容孤芳即“紅梅盜”，一直想打白冰和無雙譜主意，她連同方重生與白玉樓等人展開一場鬥法。沈勝衣易容為隨從王英在旁保護，粉碎了慕容孤芳的陰謀。
對沈勝衣有意思的彩雲公主懇請沈入宮居住，沈卻不辭而別，獨自漫步于江南美景之中。

#### 演員表
- 潘志文 飾 方重生
- 張瑪莉 飾 慕容孤芳
- 江濤 飾 白玉樓
- 陳琪琪 飾 白冰
- 梁天 飾 風入松
- 鮑漢琳 飾 變化大師
- 葉天行 飾 獨孤雁
- 王偉 飾 段南生
- 黃植森 飾 段天寶
- 關月明 飾 彩雲飛
- 凌文海 飾 艾飛雨
- 麥天恩 飾 王英
- 譚一清 飾 慕容剛
- 司馬華龍 飾 老丁
- 區嶽 飾 隊長
- 李壽祺 飾 提督
- 官雁玲 飾 柳如春
- 莫慶忠 飾 張参贊
- 張帆 飾 師爺
- 何仁祥、李祖祥 飾 侍衛
- 楊詩、苗豐隆、林方賢、曾建明 飾 大理武士
- 王偉榮 飾 男傢
- 李錦成 飾 慕容植
- 張海耀 飾 白衣人
- 甘露 飾 慕容九
- 陳詠嫻 飾 婢女
- 李菁薇 飾 慕容僕人